# Underneath the Colours (canción de INXS)
Underneath the Colours es el sexto disco sencillo del grupo australiano de rock INXS, el tercero desprendido de su segundo álbum de estudio Underneath the Colours, y fue publicado en enero de 1982 tan solo en Nueva Zelanda. 
El lado B es el tema Prehistoria, un tema instrumental compuesto por Kirk Pengilly y producido por Andrew Farriss.
Al mismo tiempo en Australia se editó el sencillo Night of Rebellion con el mismo lado B que Underneath the Colours.

## Formatos
En disco de vinilo
7 pulgadas enero de 1982 Deluxe Records 103972  Night of Rebellion
| Lado A |                          |                                    |          |  |
| N.º    | Título                   | Escritor(es)                       | Duración |  |
| 1.     | «Underneath the Colours» | Andrew Farriss y Michael Hutchence | 3:59     |  |

| Lado B |               |               |          |  |
| N.º    | Título        | Escritor(es)  | Duración |  |
| 1.     | «Prehistoria» | Kirk Pengilly | 3:54     |  |